# Freie Vereinigung
Die Freie Vereinigung war eine Fraktion im Reichstag des Norddeutschen Bundes.

## Geschichte
Im Reichstag des Norddeutschen Bundes schlossen sich mehrere katholische Abgeordneten mit einer Reihe von unabhängigen liberalen Abgeordneten zur Fraktion der Freien Vereinigung zusammen. Die Fraktion stand in Opposition zur Politik Otto von Bismarcks, der für eine Kleindeutsche Lösung unter preußischer Führung eintrat. Bei der Abstimmung über die Verfassung des Norddeutschen Bundes stimmten einige Fraktionsmitglieder mit Nein.
Bei der Wahl zum konstituierenden Reichstag im Februar 1867 erlangte die Freie Vereinigung 14 Sitze. Bei der Wahl zum Ersten Ordentlichen Reichstag des Norddeutschen Bundes im August 1867 wurden 13 Sitze gewonnen.
Nach der Gründung der Zentrumspartei im Jahre 1870 entfiel die Grundlage für eine katholisch-liberale Fraktion, da die katholischen Reichstagsabgeordneten nun eine eigene politische Heimat besaßen. Unabhängige liberale Abgeordnete gehörten in der Folgezeit weiterhin den meisten Reichstagen des Deutschen Kaiserreichs an; einige von ihnen bildeten die Freie Vereinigung in der Fortschrittspartei.

## Abgeordnete
Abgeordnete der Freien Vereinigung waren unter anderem Florens von Bockum-Dolffs, Albert von Carlowitz, Johann Kayser, Karl von Kleinsorgen, Franz Josef Kratz, Albert Hänel, Carl Josef Holzer, Hermann Hüffer, Karl Lorentzen, Ferdinand Ohm, Wilhelm Rohden, Adolph Winkelmann, Aloys Dauzenberg, Karl Heyl, Franz Jakob von Hilgers, Carl Ludwig von Proff-Irnich, Franz Rang und Theodor Wilhelm Lesse.

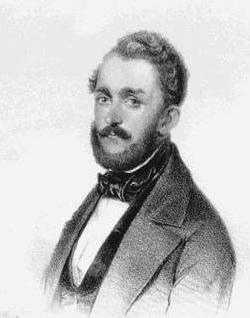
Florens von Bockum-Dolffs
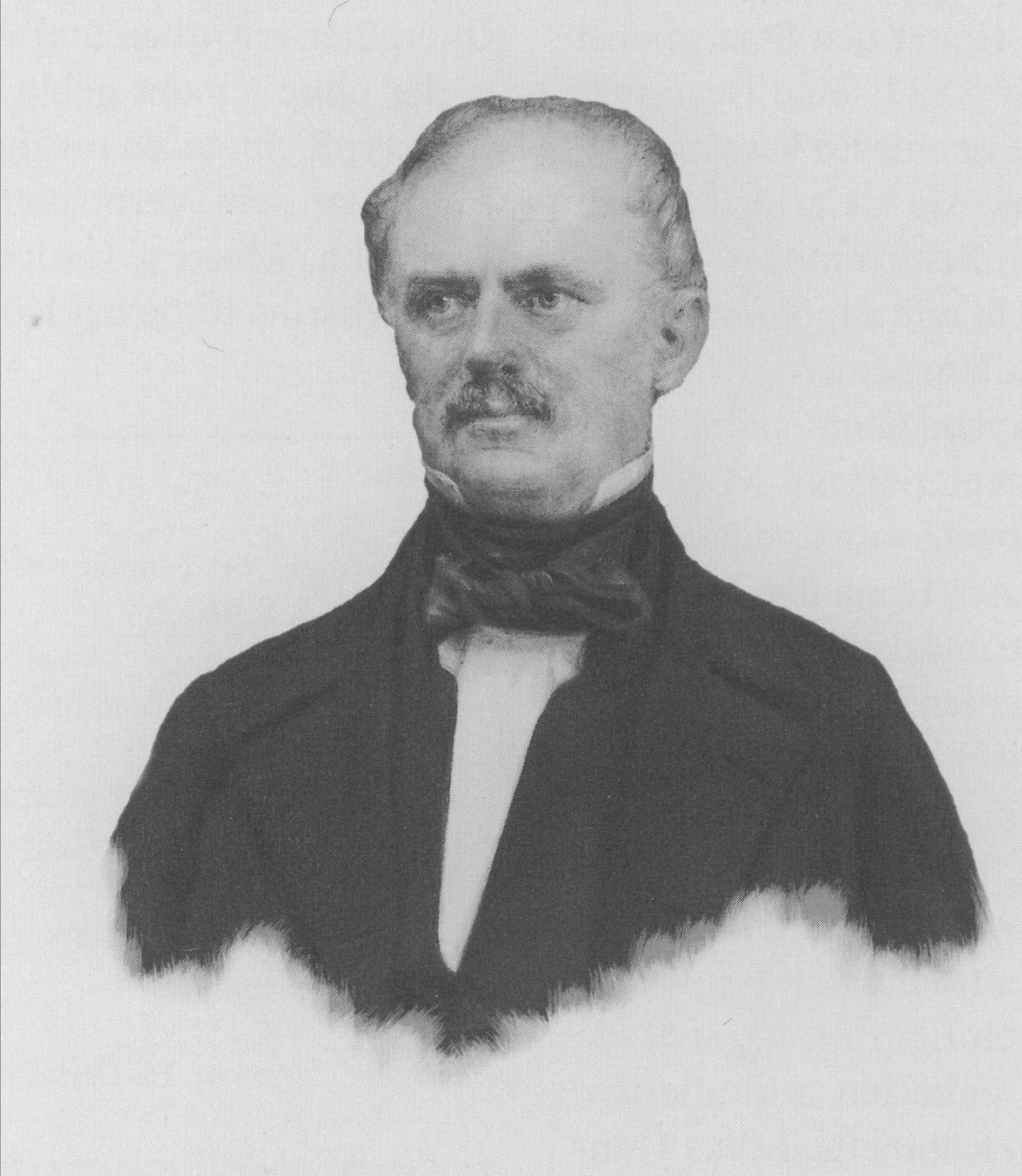
Albert von Carlowitz
Albert Hänel